# Tansaririvier
De Tansaririvier (Zweeds: Tansarijoki) is een rivier die stroomt in de Zweedse  gemeente Kiruna. De rivier ontvangt haar water uit meren en moerassen die zich dicht Svappavaara bevinden. Ze kronkelt zich daardoor een weg naar de Liukattirivier.
Afwatering: Tansaririvier → Liukattirivier → Luongasrivier → Torne → Botnische Golf